# Boomer (Wirginia Zachodnia)
Boomer – jednostka osadnicza w Stanach Zjednoczonych, w stanie Wirginia Zachodnia, w hrabstwie Fayette.